# Feng-hsiung Hsu
Feng-hsiung Hsu (cinese: 許峰雄, pinyin: Xǔ Fēng Xióng), soprannominato Crazy Bird, (1959) è un informatico cinese.
Ha contribuito notevolmente allo sviluppo dei software scacchistici ed è stato il principale progettista del computer scacchistico Deep Blue.

## Biografia
Ha iniziato a lavorare sui computer scacchistici dopo la laurea, presso la Carnegie Mellon University, nel 1985. Ha lavorato su Deep Thought, ottenendo il Fredkin Intermediate Prize grazie alle prestazioni scacchistiche del computer, primo a giocare al livello di un Grande Maestro Internazionale. Nel 1989, sempre alla Carnegie Mellon University, ottenne il titolo di Ph.D. con il massimo dei voti e lode e venne assunto alla IBM per lavorare sui computer scacchistici.

### I primi progetti
Il suo primo progetto fu ChipTest, un semplice microprocessore dedicato agli scacchi basato su Belle, molto differente dagli altri progetti sviluppati alla Carnegie Mellon University. Successivamente lavorò su HiTech, sviluppato da Hans Berliner e costituito da 64 differenti microprocessori dedicati, a differenza dei progetti di Hsu con un solo processore.

### Deep Thought
Lavorò poi sul progetto Deep Thought. Questo fu il primo computer a battere un Grande Maestro Internazionale in un match in condizioni di torneo. Sconfisse infatti David Levy, vincendo la sfida lanciata da quest'ultimo per stimolare lo sviluppo dei computer scacchistici, che consisteva nel trovare un computer capace di batterlo in un match di quattro o sei partite. Nello stesso anno Deep Thought ha affrontato Garry Kasparov, dal quale è stato sconfitto con un secco 2-0, e Michael Valvo, che ha avuto la meglio in una partita per corrispondenza.

### Deep Blue
Hsu guidò il progetto per la realizzazione di un nuovo computer scacchistico, chiamato Deep Blue. Questo computer affrontò il campione del mondo Garry Kasparov nel 1996, uscendone sconfitto per 4-2. Nonostante il risultato negativo, l'opinione pubblica fu molto colpita dalla vittoria del computer nella prima partita.
Hsu potenziò il computer per una rivincita, raddoppiandone la potenza di calcolo. La sfida, giocata l'anno successivo, venne vinta da Deep Blue l'11 maggio 1997 per 2½-3½.
A proposito della sfida tra Deep Blue e Kasparov, Hsu disse:
Nel 1991 ottenne dalla Association for Computing Machinery il Grace Murray Hopper Award per il lavoro svolto sul progetto Deep Blue.

### Dopo Deep Blue
Attualmente Hsu gestisce piattaforme e centro dispositivi della divisione asiatica di Microsoft Research, a Pechino.